# Taven
Taven, zbirni naziv grupi indijanskih plemena nastanjenih u južnobrazilskim državama Paraná, São Paulo i Santa Catarina. Taveni se sastoje od 4 glavne grane: A) Tain; B) Ingain (Guayaná, Goyaná, Goainaze, Wayanaze) s Patte, Chowa i Chowaca. Stara plemena koja su živjela na atlantskoj obali između Angra dos Reis i Cananéia; C) Ivitorocai (Ivytorokai); D) Gualacho (Coronado): s Gualachí (Gualatxí), Chiki (Txiki) i Cabelludo. 
Zajedno sa skupinama Caingang (Coroado), Xokleng ili Aweikoma iz Santa Catarine i Dorin čine dio porodice Caingangan, koja se danas vodi kao dio porodice Gé.